# こづくり温泉 〜いっぱいつくって一族繁栄!?〜
『こづくり温泉 〜いっぱいつくって一族繁栄!?〜』（こづくりおんせん いっぱいつくっていちぞくはんえい）は2011年6月17日にダウンロード版、7月1日パッケージ版がHighRunningより発売された18禁のパソコンゲーム（アダルトゲーム）ソフトである。

## あらすじ
主人公・宮代裕樹は地方にある宮代温泉の跡取りで、観光客の減少に困っていること以外は平凡な日々を送っていた。
ある日、裕樹は蔵の掃除の際に負傷して体調を崩した上、温泉まで出なくなってしまった。
原因は、負傷したときに血をつけてしまった巻物にあり、その巻物は一族の繁栄にかかわる呪いがかかっていた。
もし裕樹と藤巻姉妹が結ばれなければ、裕樹は死に、温泉も枯渇したままになるとされていた。
突如言い渡されたことに、裕樹は困惑気味。果たして、宮代温泉はどうなってしまうのだろうか。

## 登場人物
宮代 裕樹（みやしろ ひろき）
主人公。温泉旅館・宮代温泉の24代目の跡取り。
藤巻 千歳（ふじまき ちとせ）
声 - ねこまろ
裕樹の幼馴染のクラスメイト。
藤巻 真琴（ふじまき まこと）
声 - 葵時緒
千歳の姉。裕樹たちの通う学園の保険医をしている。
宮代 吉衛門（みやしろ きちえもん）
裕樹の祖父。宮代家22代当主。

## スタッフ
- 企画・シナリオ - 騎西ソアラ
- キャラクターデザイン・原画 - 呉マサヒロ
- BGM - 村里翔太